# Kemoterapija
Kemoterapija doslovno znači terapija bolesti kroz korištenje kemijskih tvari, koje se danas koriste gotovo isključivo kao naziv za postupak protiv raka. 
Koriste se lijekovi koji uništavaju oboljele stanice kao i zdrave stanice. Negativne nuspojave mogu biti primjerice gubitak kose, noktiju i trepavica. 
Uz pomoć kemoterapije tumori ili metastaze mogu biti potpuno uništene, ali nosi posljedice oboljevanja zdravih organa niskog imunološkog sustava. 